# Giacomellia formosa
Giacomellia formosa är en fjärilsart som beskrevs av Paul Dognin 1910. Giacomellia formosa ingår i släktet Giacomellia och familjen påfågelsspinnare. Inga underarter finns listade i Catalogue of Life.